# Arepa de trigo
La arepa de trigo, arepa de harina o arepa andina es una variante de la arepa originaria de los estados andinos venezolanos de Mérida, Táchira y Trujillo. Forma parte de la gastronomía de Venezuela. 
Para su preparación se utilizan los siguientes ingredientes: harina de trigo, un poco de leche, huevos, mantequilla, sal y azúcar al gusto (algunas variantes reemplazan el azúcar por papelón o panela de caña). A diferencia de la arepa regular, la arepa de trigo es horneada y sólo en algunos casos, cocida en budare de leña.
Su origen se puede ver influenciado por el hecho que durante la época colonial la zona andina era la única que producía trigo —cultivo que se conserva solo en muy pequeña escala exclusivamente en el estado Mérida—, a diferencia del resto del país donde el cultivo más importante y autóctono era el maíz.
Existe una variedad de arepa de trigo que se elabora en el Oriente del país, especialmente en el estado Sucre, de mayor diámetro (más o menos como un plato) y de consistencia más tostada, denominada domplina.
En Chile existe una preparación muy similar llamada churrasca, el cual viene a ser un tipo de pan.